# Paul de Groot
Saul (Paul) de Groot (Ámsterdam, 19 de julio de 1899-Bussum, 1986) fue un político comunista neerlandés.

## Biografía
Nació en Ámsterdam el 19 de julio de 1899.
Controló de manera clandestina el Partido Comunista de los Países Bajos desde su nombramiento por la Komintern en 1938, y como presidente desde 1945 hasta 1967. Fue el editor jefe hasta abril de 1943 de su revista De Waarheid. El primer periodo de su liderazgo se caracterizó por la obediencia del partido a Moscú y su consiguiente línea estalinista; en 1956 de Groot empezaría a admitir algunos errores en Stalin. De Groot falleció en Bussum el 3 de agosto de 1986.